# Lepanthes pollardii
Lepanthes pollardii är en orkidéart som beskrevs av Henry August Hespenheide. Lepanthes pollardii ingår i släktet Lepanthes och familjen orkidéer. Inga underarter finns listade i Catalogue of Life.